# Listă de filme italiene din 2009
Aceasta este o listă de filme italiene din 2009:

## Lista
| 2009                        |                    |                                                   |                  | |
| Baaria - La porta del vento | Giuseppe Tornatore |                                                   |                  | Set to open the 66th Venice International Film Festival                                                        |
| La doppia ora               | Giuseppe Capotondi | Filippo Timi, Kseniya Rappoport                   | Thriller/Romance | Debut of Giuseppe Capotondi. Golden Lion nomination. Volpi Cup at the 66th Venice International Film Festival. |
| Imago Mortis                | Stefano Bessoni    | Geraldine Chaplin, Oona Chaplin, Alberto Amarilla | Horror           | English language.                                                                                              |
| Vincere                     | Marco Bellocchio   | Giovanna Mezzogiorno                              | Drama            | In competition at the 2009 Cannes Film Festival.                                                               |
| I Am Love                   | Luca Guadagnino    | Tilda Swinton, Gabriele Ferzetti, Marisa Berenson | Drama            | Nomination at 68th Golden Globe Awards.                                                                        |